# Edifício da associação oficial de agrimensores de quantidades e arquitectos técnicos de Pontevedra
O edifício da Associação Oficial de Agrimensores de Quantidades e Arquitectos Técnicos de Pontevedra é uma casa senhorial do início do século XX na cidade de Pontevedra, Espanha.

## Localização
O edifício está localizado no número 23, na rua Enfesta de San Telmo, na cidade velha de Pontevedra, com fachadas com vista para a praça do Cais e a rua Barón. Está localizado em frente ao Palácio dos Condes de Maceda, actualmente o Parador de Turismo de Pontevedra.

## História
Há referências a um edifício neste local desde o século XV. Um mapa da cidade datado de 1856, elaborado pelo cartógrafo e tenente-coronel de Engenheiros Francisco Coello de Portugal y Quesada, já menciona a existência de um edifício neste lugar. A casa pertenceu ao empresário e filantropo Casimiro Gómez Cobas. Em 1931, foi acrescentado um andar ao existente, mas só em meados dos anos 50 é que, segundo o projecto do arquitecto Juan Argenti Navajas, foi acrescentado um andar adicional com um sótão debaixo do telhado, que moldou a sua estrutura actual.
Em 2002, a Associação Oficial de agrimensores de quantidades e arquitectos técnicos de Pontevedra comprou o edifício e confiou o seu restauro ao arquitecto Celestino García Braña. Os trabalhos começaram em Março de 2004 e o edifício foi inaugurado a 25 de Maio de 2005 como sede da Associação de Arquitectos Técnicos da Província de Pontevedra, ao serviço dos membros da Associação em toda a província.

## Descrição
O edifício tem uma área de 1800 metros quadrados, dividida em rés-do-chão, dois andares e um sótão.
É um edifício de pedra independente com planta rectangular. A fachada exterior tem uma grande chaminé de pedra no lado direito da fachada norte e arcos segmentares nas janelas do primeiro e segundo andares. Na fachada da Rua Baron, o primeiro andar tem uma varanda ao longo da fachada e o segundo andar uma varanda no centro e duas galerias em cada extremidade. No rés-do-chão, as janelas e portas são protegidas por elementos de aço corten, que têm um padrão de folhas de carvalho recortadas que trazem luz para o interior. No topo, o telhado em telha é acabado nos lados das fachadas sul e norte com gárgulas de cobre proeminentes.
No interior, o edifício é dominado por uma abóbada invertida azul de 12 metros de altura que coroa a caixa de escadas do edifício, onde a iluminação simula um aspecto estrelado. As escadas terminam num espaço aberto no rés-do-chão, onde as duas entradas se encontram. No sótão, abre-se uma janela para a fachada norte, iluminando o interior diagonalmente. Os pavimentos são feitos de madeira e o betão à vista e a madeira aparente formam a base da estrutura. As divisórias interiores são pintadas a óleo e os corrimões das escadas são feitos de vidro. O rés-do-chão alberga uma sala de exposições e serviço ao cliente, os escritórios do primeiro andar e uma biblioteca, o segundo andar uma sala de reuniões, salas de formação e o escritório do decano da associação, e o sótão os arquivos.

## Galeria

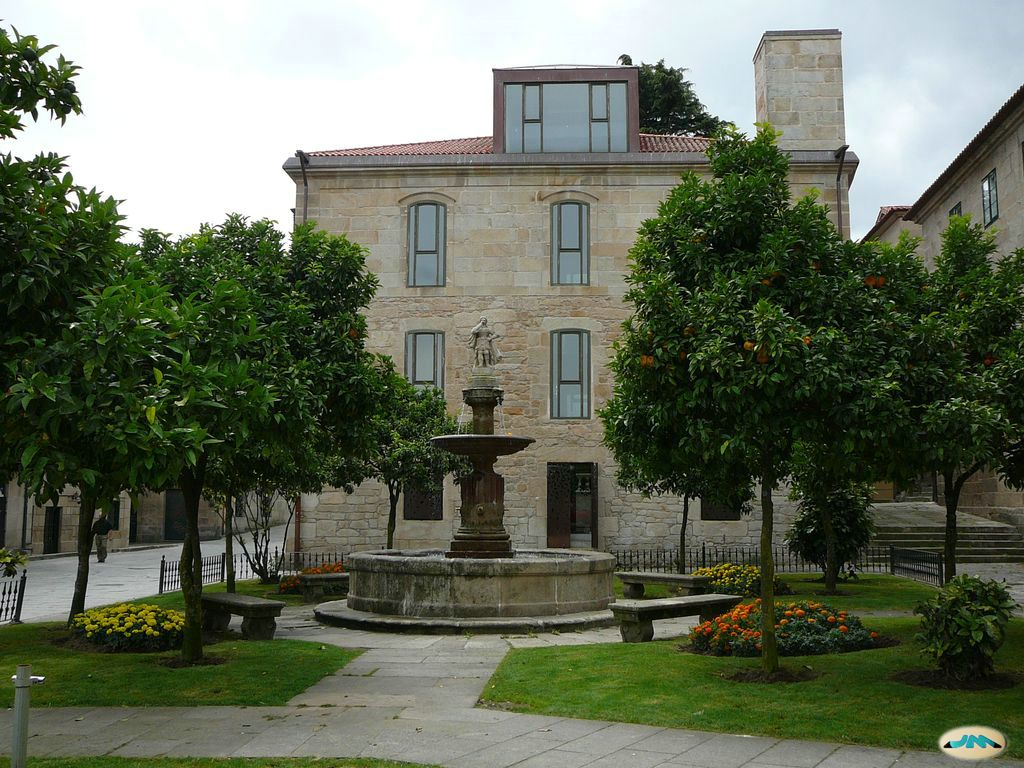
Lado norte do edifício
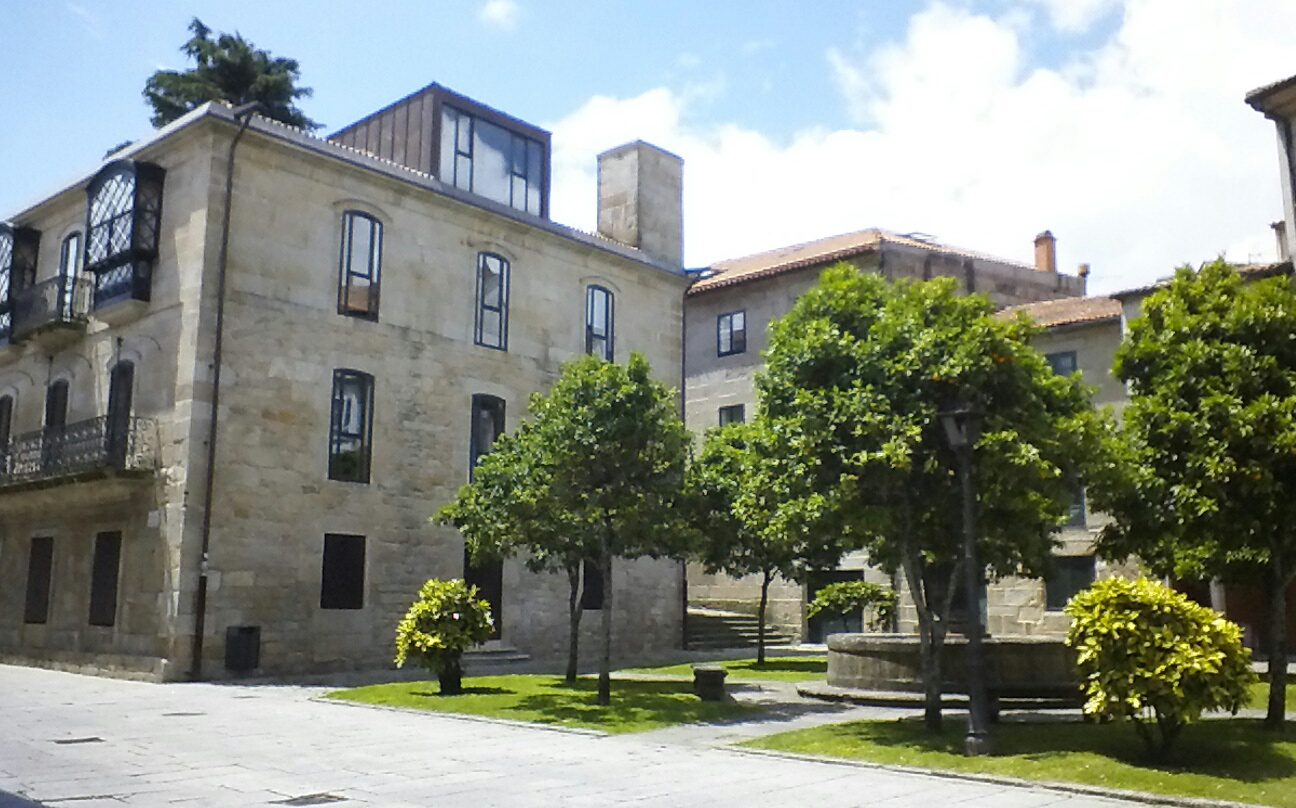
O edifício na praça do Cais.
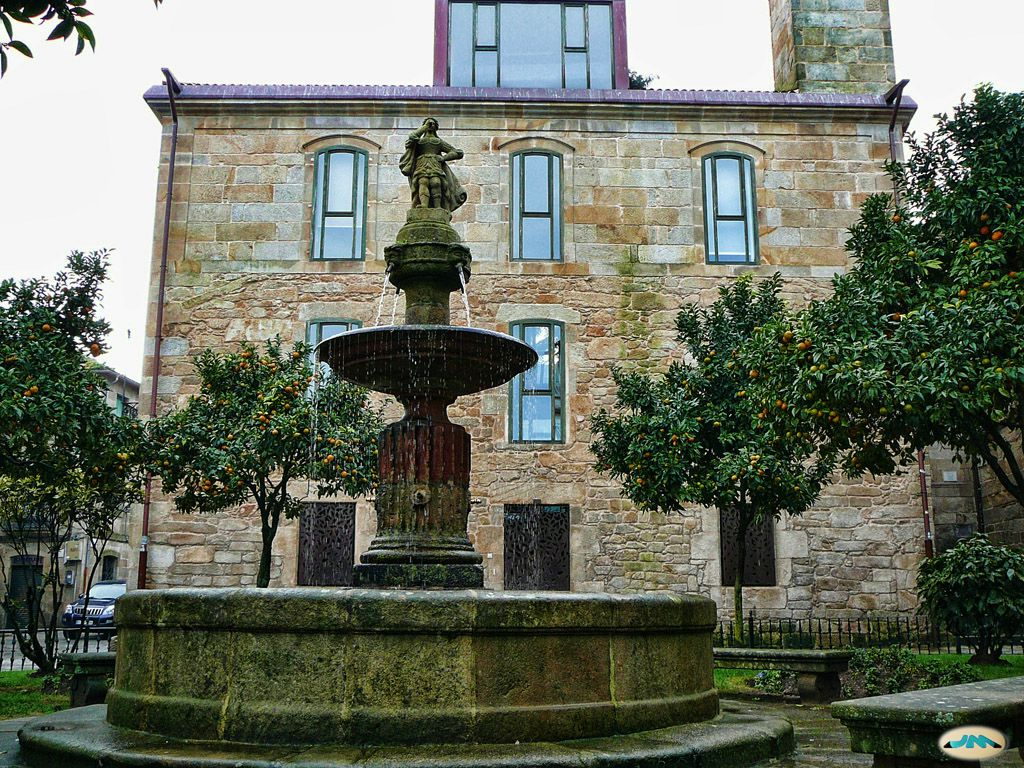
O edifício e a fonte de 1876 desenhada por Alejandro Sesmero com a escultura da deusa romana Fama
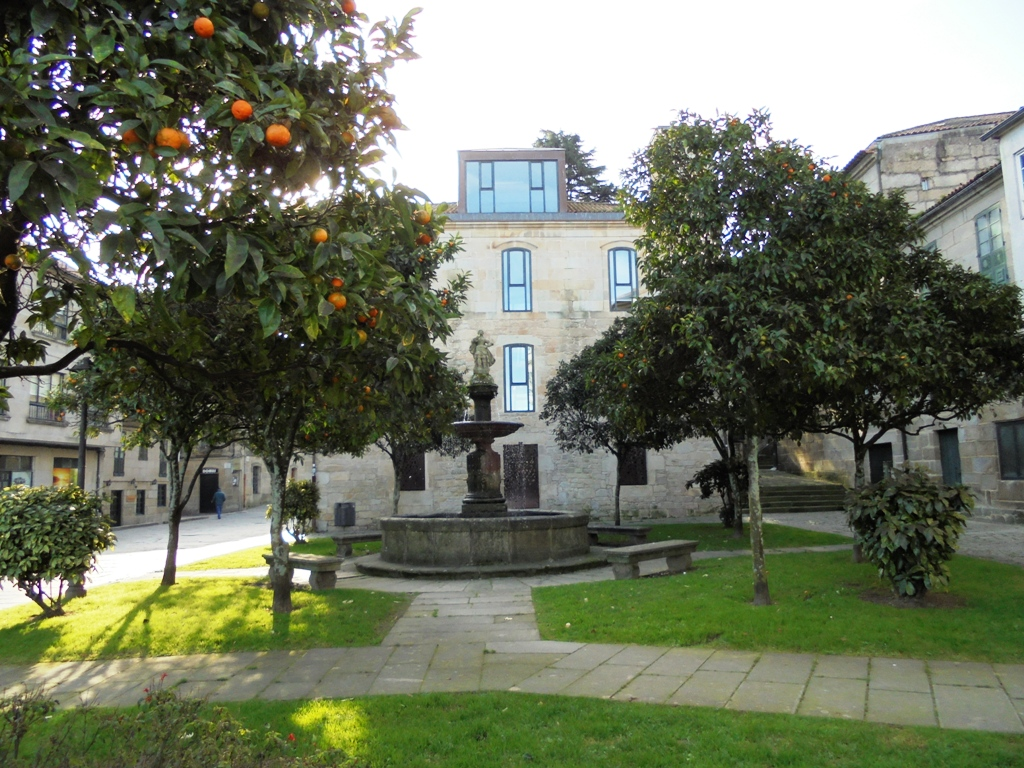
O edifício por trás das laranjeiras na praça
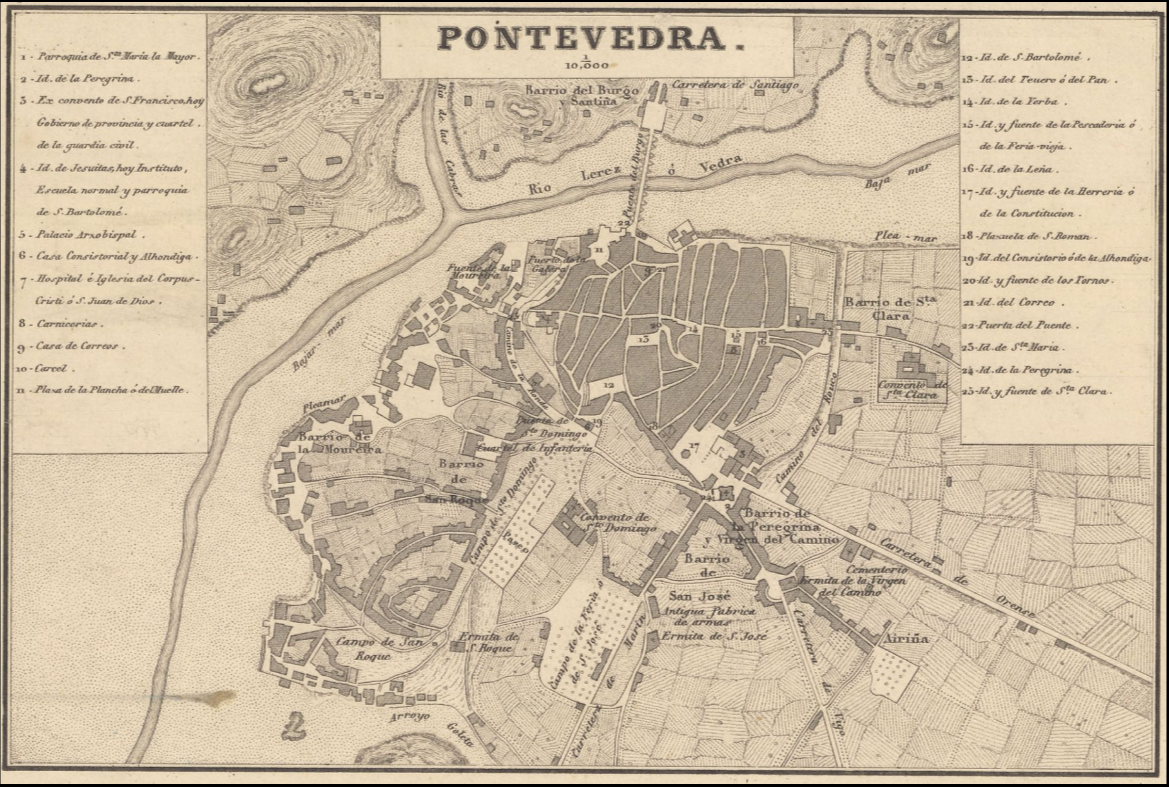
Plano de 1856 com os edifícios da praça do Cais ou da Prancha, no número 11.

### Artigos relacionados
- Praça do Cais
- Centro histórico de Pontevedra